# Cyclothyca pacei
Cyclothyca pacei är en snäckart som beskrevs av Edward James Petuch 1987. Cyclothyca pacei ingår i släktet Cyclothyca och familjen Amathinidae. Inga underarter finns listade i Catalogue of Life.